# Cha-cha-chá (âm nhạc)

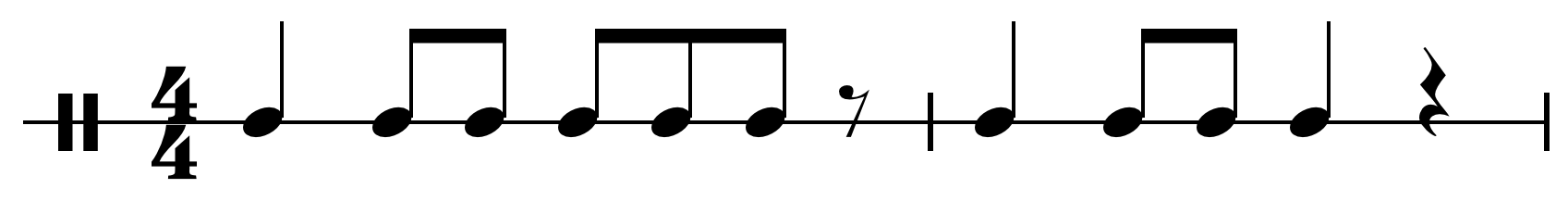
Nhịp điệu Cha-cha-chá.

Cha-cha-chá (phát âm tiếng Tây Ban Nha: [ˌt͡ʃa ˌt͡ʃa ˈt͡ʃa]) là một thể loại âm nhạc của Cuba. Cha-cha-chá là một loại nhạc khiêu vũ phổ biến được phát triển từ Danzón-mambo vào đầu những năm 1950, sau đó trở nên phổ biến rộng rãi trên toàn thế giới.